# Lut Missinne
Lut Missinne (* 1960) ist eine belgische Niederlandistin.

## Leben
Sie studierte die Fächer Niederländisch, Englisch, Deutsch und Allgemeine Literaturwissenschaft an den Universitäten Leuven und Utrecht. An der Universität Leuven wurde sie 1993 mit einer Studie zu Literaturauffassungen in flämischen Zeitschriften der Zwischenkriegszeit promoviert. Sie ist Professorin für Niederländische Literatur am Institut für Niederländische Philologie der Universität Münster.
Ihre Forschungsschwerpunkte sind autobiographisches Schreiben / Autofiktion, Poetikforschung, Literaturgeschichte, Literaturkritik, niederländischsprachige Literatur in deutscher Übersetzung und Kulturtransfer Niederlande-Flandern-Deutschland im 20./21. Jahrhundert.

## Schriften (Auswahl)
- Kunst en leven, een wankel evenwicht. Ethiek en esthetiek: prozaopvattingen in Vlaamse tijdschriften en weekbladen tijdens het interbellum (1927–1940). Leuven 1994, ISBN 90-334-3123-8.
- Oprecht gelogen. Autobiografische romans en autofictie in de Nederlandse literatuur na 1985. Nijmegen 2013, ISBN 978-94-6004-151-8.
- mit Jaap Grave (Hrsg.): Tussen twee stoelen, tussen twee vuren. Nederlandse literatuur op weg naar de buitenlandse lezer. Gent 2018, ISBN 94-014-5211-3.
- mit Ralf Schneider und Beatrix von Dam (Hrsg.): Grundthemen der Literaturwissenschaft: Fiktionalität. Berlin 2020, ISBN 3-11-046602-3.